# Иванов, Игорь Владимирович (государственный деятель)
Игорь Владимирович Иванов (13 сентября 1937, Черкесск, Карачаевская АО, РСФСР, СССР — не ранее 2000) — российский государственный и политический деятель. Председатель Народного Собрания Карачаево-Черкесской Республики I созыва с 23 июня 1995 по 27 декабря 1999. Исполняющий обязанности главы Карачаево-Черкесской Республики в 1999, во время политического кризиса в Карачаево-Черкессии.

## Биография
Родился 13 сентября 1937 года в Черкесске, в 1959 году окончил Северо-Осетинский сельскохозяйственный институт по специальности «учёный-агроном». До 1962 года работал учителем в Адыге-Хабльской средней школе, затем до 1964 года — в Карачаево-Черкесском институте усовершенствования учителей. С 1964 по 1968 год — первый секретарь Черкесского горкома ВЛКСМ, затем работал в Карачаево-Черкесском обкоме ВЛКСМ, с 1971 года — в Черкесском городском комитете КПСС, в 1984—1986 годах занимал должность первого секретаря Черкесского горкома КПСС. В 1988—1995 годах работал директором государственного предприятия «Управление по эксплуатации Большого Ставропольского канала».
23 июня 1995 года избран Председателем Народного Собрания Карачаево-Черкесской Республики.
С января 1996 года по февраль 2000 года по должности представлял Карачаево-Черкесию в Совете Федерации. С февраля 1997 года состоял в Комитете по вопросам социальной политики, с мая 1997 года — заместитель председателя этого Комитета.
24 мая 1999 года в разгар политического кризиса в республике назначен исполняющим обязанности главы КЧР.

## Семья
- сын — Александр Иванов (род. 1968) — российский общественный и политический деятель, Председатель Народного собрания (Парламента) Карачаево-Черкесской Республики IV—VI.